# Liste der Naturdenkmale in Rodalben
Die Liste der Naturdenkmale in Rodalben nennt die im Gemeindegebiet von Rodalben ausgewiesenen Naturdenkmale (Stand 23. Mai 2024).

## Naturdenkmale
| Nr.         | Bezeichnung  | Lage                                                 | Beschreibung        | Bild                          |
| ----------- | ------------ | ---------------------------------------------------- | ------------------- | ----------------------------- |
| ND-7340-275 | Bärenfelsen  | südöstlich des Ortes; Abteilung Bärenfelsen Lage     | Buntsandsteinfelsen | mehr Fotos \| Fotos hochladen |
| ND-7340-276 | Bruderfelsen | südlich des Ortes, oberhalb der Baumbuschstraße Lage | Buntsandsteinfelsen | mehr Fotos \| Fotos hochladen |